# Pierre Mignard
Pierre Mignard (Troyes, 1612 — París, 1695) fou un pintor francès i un dels deixebles més populars de Simon Vouet.

## Estil
Les seues pintures històriques i religioses s'adaptaven als esquemes del classicisme acadèmic en la tradició de Domenico Zampieri i Nicolas Poussin (va estar a Itàlia entre el 1635 i el 1657). Les seues millors obres, tant a Roma com a París, són els retrats: en va pintar de molts membres de la cort de Lluís XIV de França (en què de vegades guarnia les seues germanes amb indumentàries al·legòriques) i de dones de l'alta aristocràcia (com ara, els retrats de Maria Mancini -dipositat a la Gemäldegalerie de Berlín-, Madame de Montespan, Madame de Maintenon com a Santa Francesca, etc.).

## Observacions
El seu germà, Nicolas Mignard o Mignard d'Avignon (Troyes, 1606 - París, 1668), també estudià amb Simon Vouet, va tenir èxit com a pintor de retrats i temes religiosos, i treballà a Avinyó i a París per a Lluís XIV de França.

## Galeria

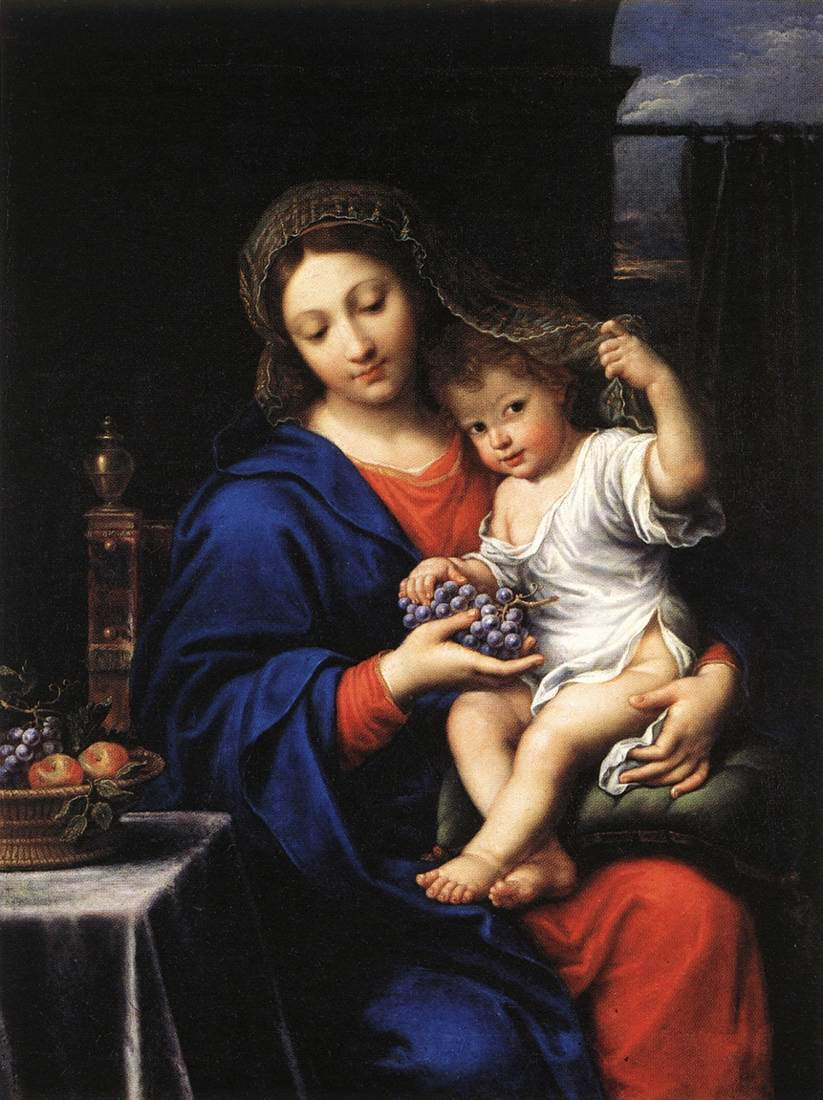
La vierge aux raisins
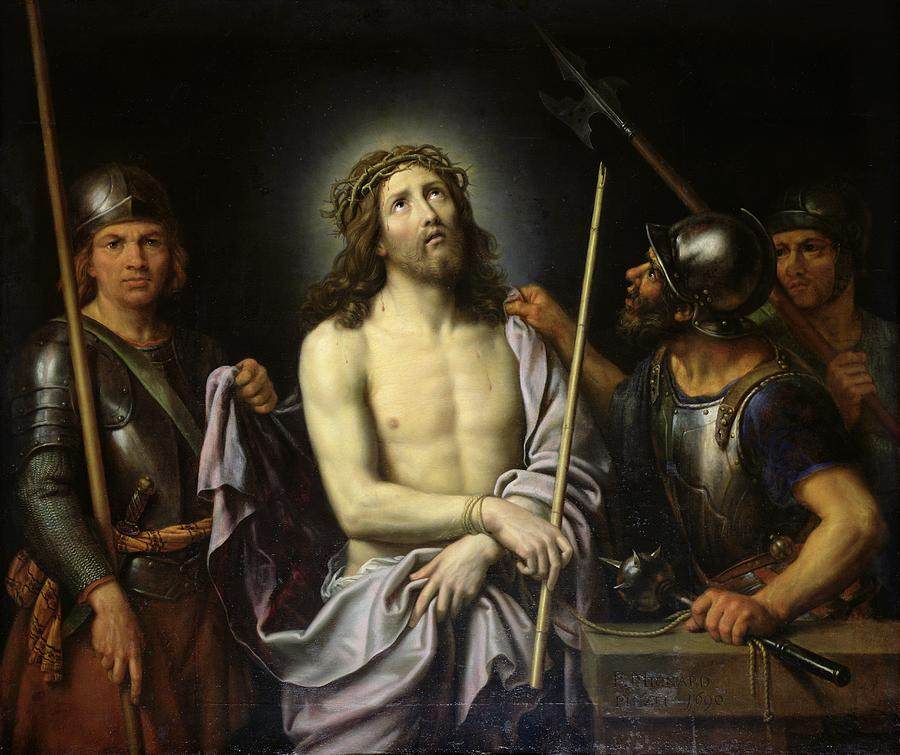
Ecce Homo (1690)
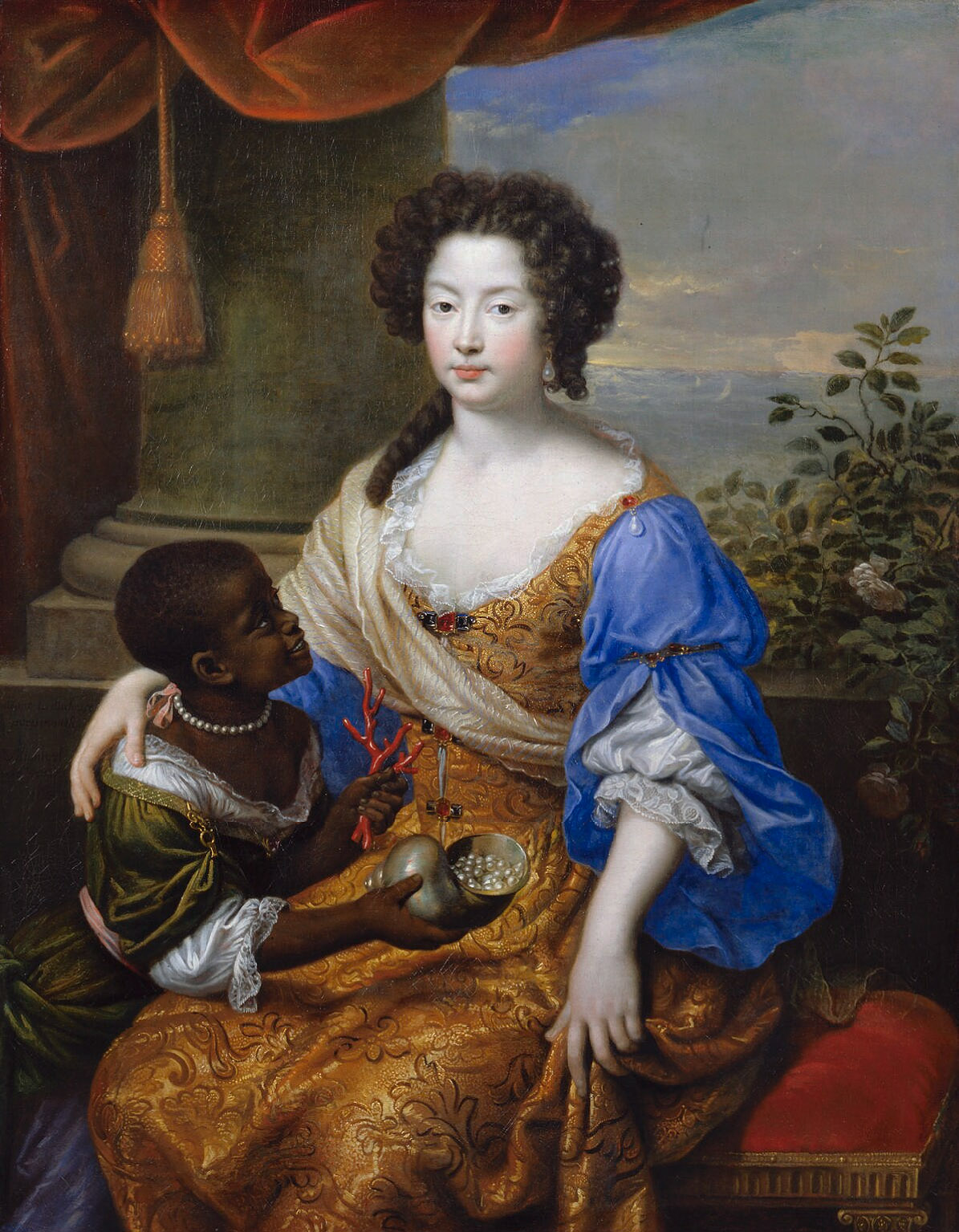
Retrat de Louise de Kérouaille (Duquessa de Portsmouth)
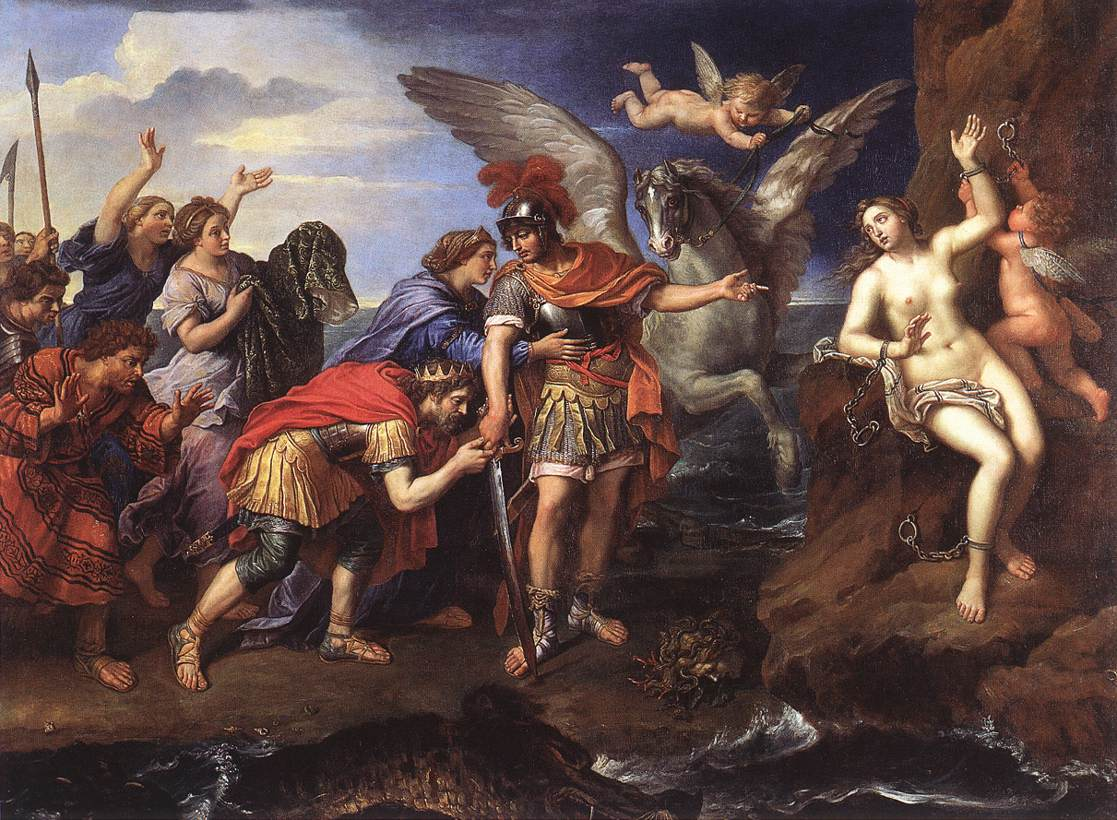
Metamorfosi d'Ovidi (1679)
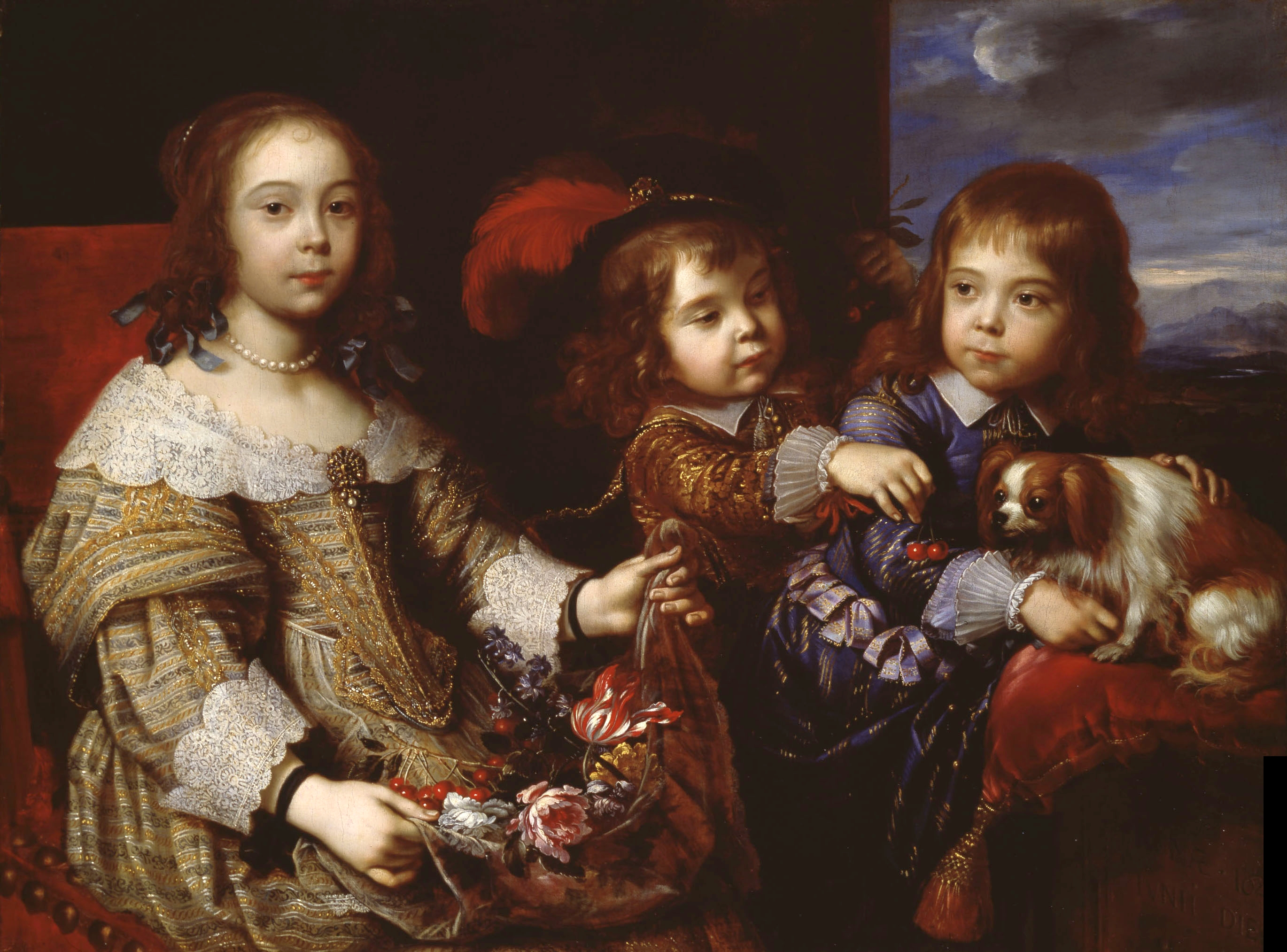
La mainada del Duc de Bouillon (1647)
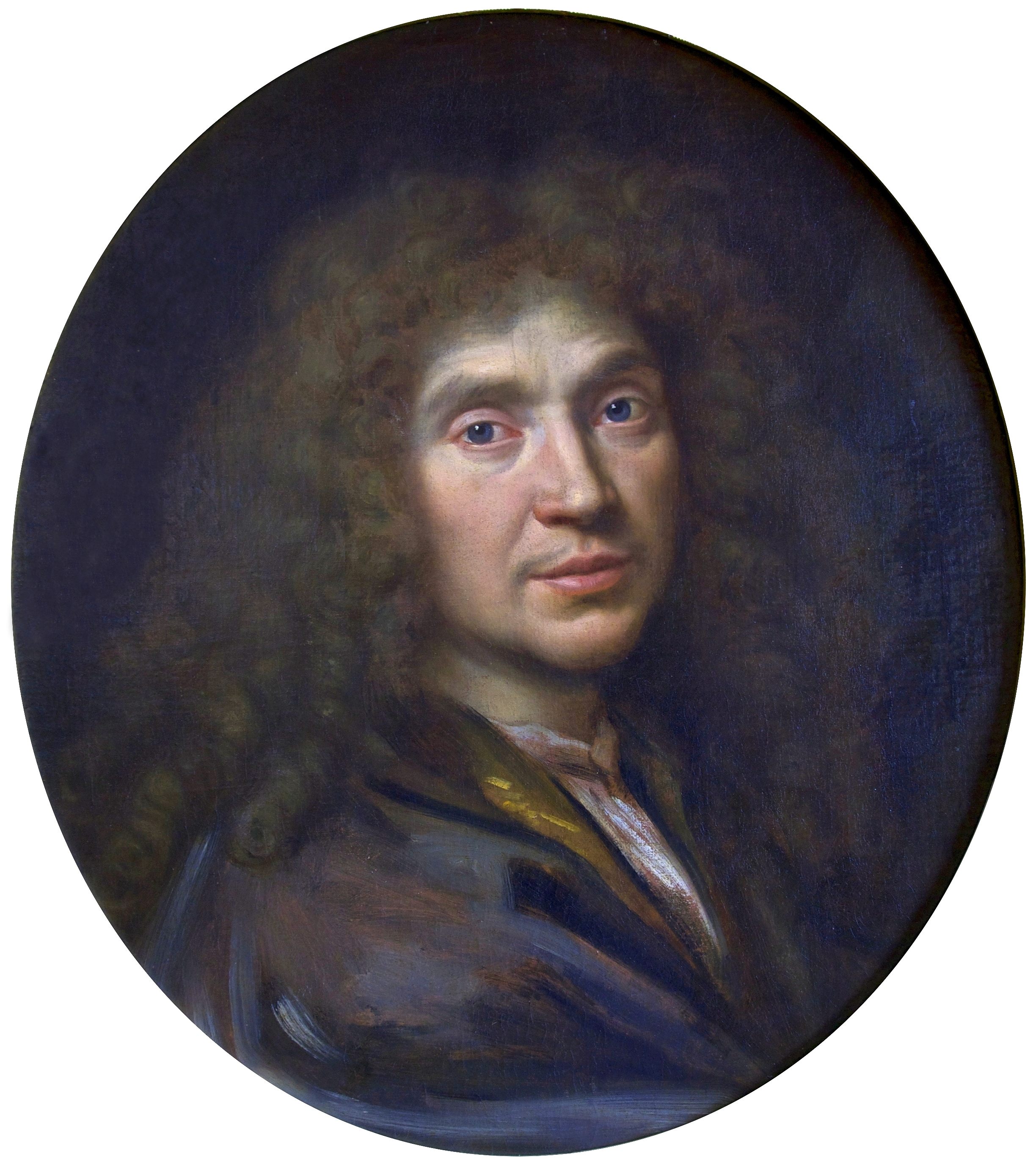
Retrat de Molière (cap al 1658)
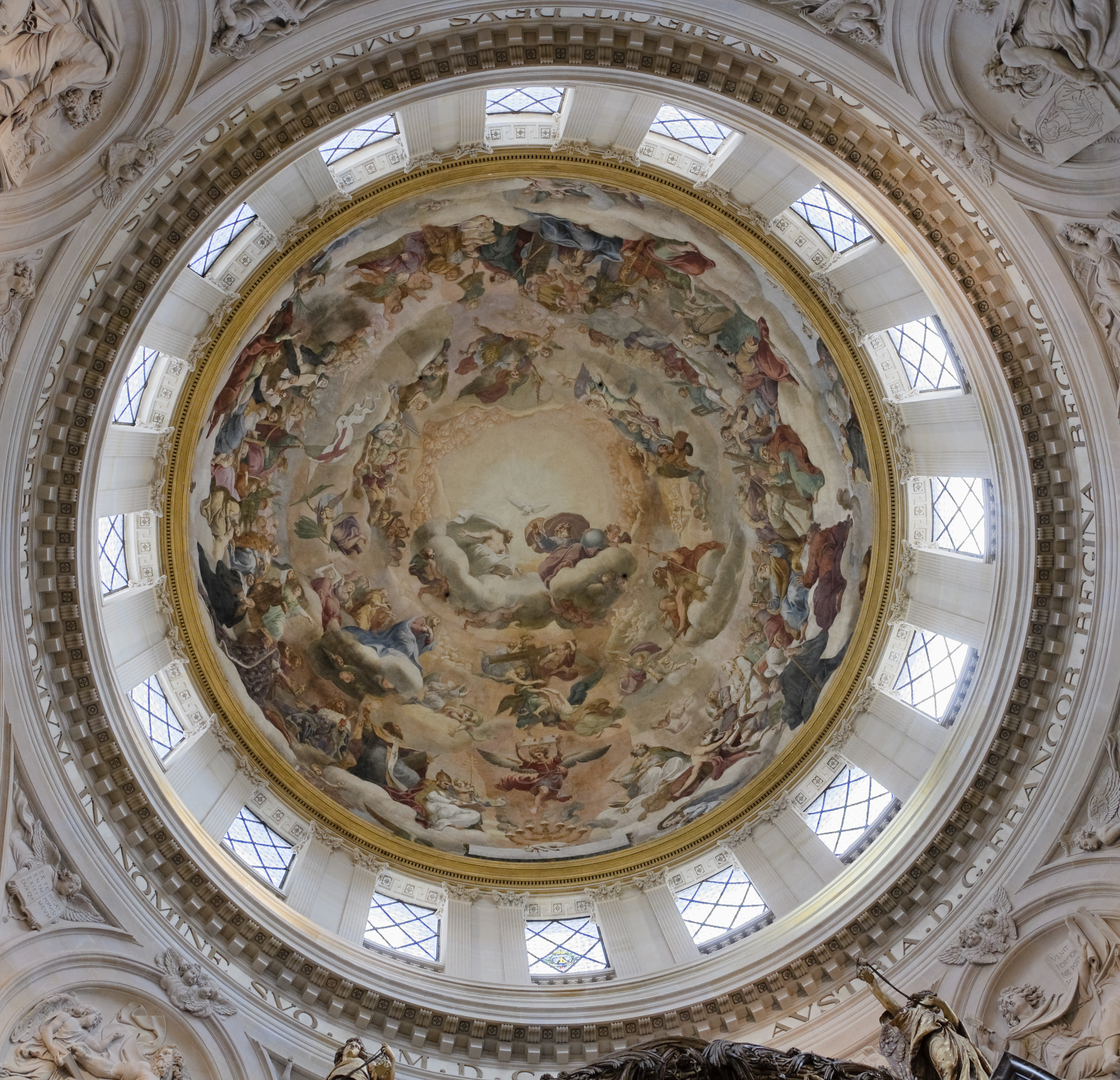
Glòria dels benaventurats (cúpula de l'església de Val-de-Grâce, París)